# Bazarella
Bazarella és un gènere d'insectes dípters pertanyent a la família dels psicòdids que es troba a l'Àfrica del Nord (el Marroc i Algèria) i Euràsia (Europa, la part asiàtica de Rússia -incloent-hi Sakhalín i l'Extrem Orient Rus-, Turquia, el Líban, l'Iran i la Xina -Xinjiang i Henan-).

## Taxonomia
- Bazarella atra (Vaillant, 1955)
- Bazarella baikalensis (Wagner, 2003)
- Bazarella centuretinacula (Wagner, 1981)
- Bazarella ignaci (Jezek, 2001)
- Bazarella insularis (Wagner, 1994)
- Bazarella joosti (Vaillant, 1983)
- Bazarella jungi (Wagner, 1984)
- Bazarella lalehzarica (Jezek, 1990)
- Bazarella neglecta (Eaton, 1893)
- Bazarella pilosa (Wagner, 2003)
- Bazarella septentrionalis (Wagner, 2003)
- Bazarella subneglecta (Tonnoir, 1922)
- Bazarella wostocka (Wagner, 1994)[7][3][8][9][10]